# اواجیک (تونجلی)
اواجیک (به ترکی استانبولی: Ovacık) یک منطقهٔ مسکونی در ترکیه است که در استان تونجلی واقع شده‌است.